# Polcirkeln
Polcirkeln is een dorp binnen de Zweedse gemeente Gällivare. Polcirkeln ligt aan de landweg tussen Murjek en Skröven op ongeveer 300 meter boven de zeespiegel. Het heeft een halteplaats (code Pc) en rangeergelegenheid aan de Ertsspoorlijn.

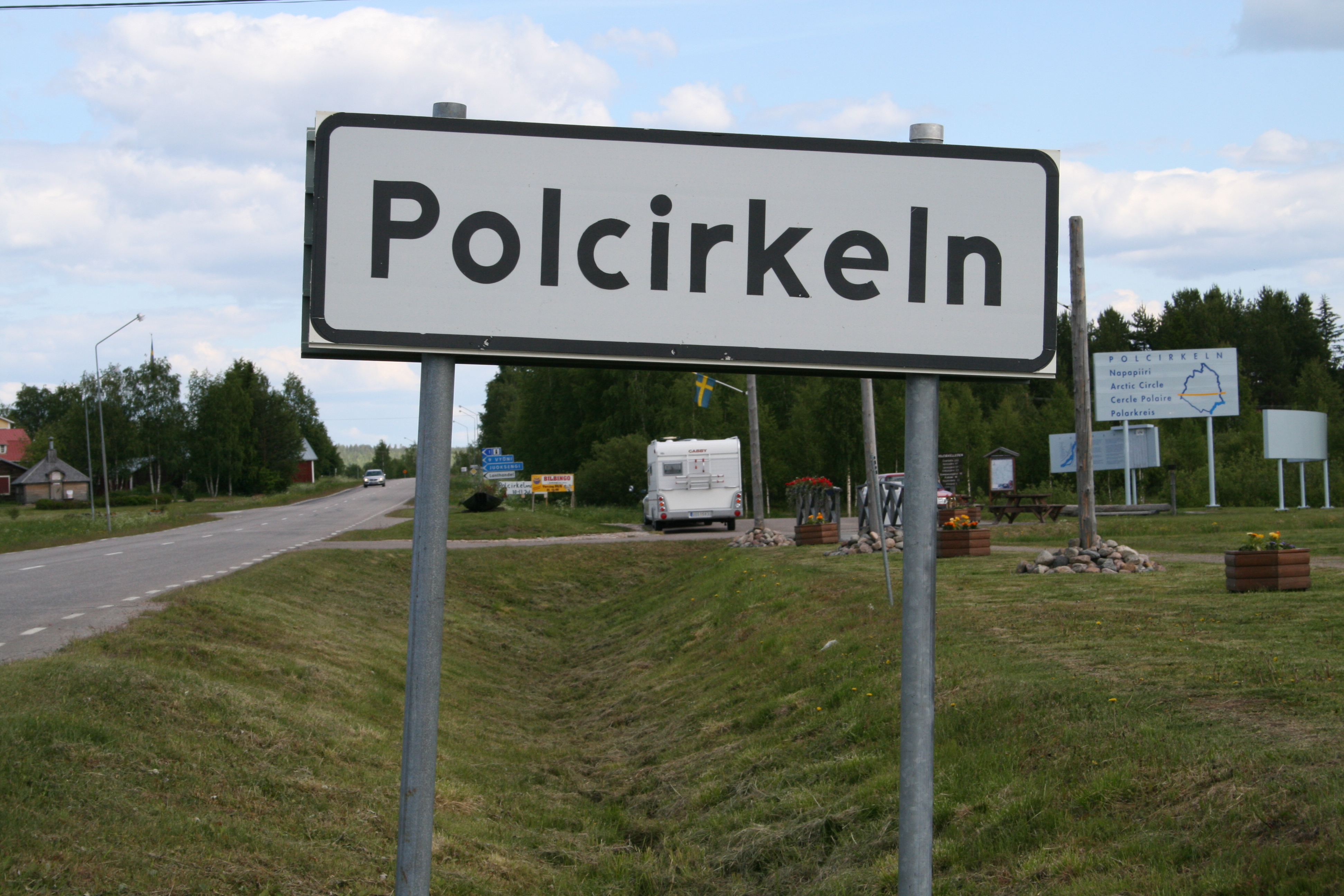